# Música contemporània
Dins l'àmbit de la música clàssica (també dita música acadèmica, culta o erudita), la música contemporània és aquella que comença com a continuació de moviment vigents a finals del segle xix, com el romanticisme o postromanticisme de Serguei Rakhmàninov, Gustav Mahler o Richard Strauss, l'impressionisme de Claude Debussy o Maurice Ravel, i els fervors del nacionalisme a l'Amèrica Llatina, Nord-amèrica i Europa.
A partir de la segona dècada del segle, la forma i el lloc que havia ocupat la música durant els passats tres segles en la societat van canviar per sempre amb la irrupció del modernisme musical. Es va posar fi al període anomenat de pràctica comuna i es va entrar en una nova era musical de constant recerca de l'originalitat i trencament amb la tradició. Això generà una enorme diversitat de gèneres i moviments de difícil categorització i definició, que en l'últim quart de segle, amb la decadència dels valors de la modernitat, es fa pràcticament indissociable d'altres tendències com el jazz o el rock, per la creixent massificació i globalització de la cultura popular.

## Antecedents i transició al segle XX

### Nacionalisme
El Nacionalisme en música es refereix a l'ús de materials musicals reconeguts com a propis d'una nació o regió. Per exemple, l'ús de melodies, ritmes o harmonies provinents de la música folklòrica. També s'inclou l'ús del folklore com a base conceptual estètica i ideològica de l'obra musical.
El nacionalisme és normalment relacionat amb l'estil romàntic i postromàntic de mitjan segle xix fins a mitjan segle xx, al que s'incorporen elements folklòrics o locals, encara que també s'empra per referir-se a la música de regions no dominants en el cànon musical, especialment Amèrica i Europa de l'Est. Històricament el nacionalisme musical del segle xix s'ha considerat com a reacció contra el domini de la música romàntica alemanya.
Els països relacionats amb més freqüència amb el nacionalisme són: Russia, Txecoslovàquia, Polònia, Hongria, Noruega, Finlandia, Suècia,Grècia, Ucraïna, Espanya, Gran Bretanya, Estats Units, Mèxic, Brasil, Argentina, Chile i Cuba. Alguns dels compositors més importants associats al nacionalisme foren: Heitor Villa-Lobos (Brasil), Leoš Janáček (Txèquia), Jean Sibelius (Finlàndia), Bèla Bartók (Hongria), Manuel de Falla (Espanya), Silvestre Revueltas (Mèxic) o Aaron Copland (Estats Units).

### Post-Romanticisme
A la primera meitat del segle xx, molts compositors van compondre música que es pot considerar continuació de la música romàntica del segle xix, mantenint l'harmonia tonal i els conjunts instrumentals tradicionals. Els músics més represantitus d'aquesta tendència foren Gustav Mahler, Richard Strauss i Sergey Rachmaninov, encara que molts dels grans compositors modernistes van començar les seves carreres component en aquest estil, com Bèla Bartok, Igor Stravinsky i Arnold Schoenberg.
Molts compositors prominents - com Dmitri Kabalevski, Dmitri Xostakóvitx i Benjamin Britten - van fer avenços significatius en l'estil i tècnica romàntica mentre continuaven emprant un llenguatge melòdic, harmònic, estructural i textural relacionat amb el del segle xix, accessible al seu públic.

### Impressionisme
L'impressionisme musical és un moviment sorgit a finals del segle xix a França. Els impressionistes donaven molta importància al timbre, amb el qual aconsegueixen multitud d'efectes, i es caracteritza pel fet que els temps no són lineals, sinó que s'executen en una successió d'impressions. Fou encapçalat per Claude Debussy i Maurice Ravel, amb Erik Satie com a precursor. El moviment, influït pels pintors impressionistes, així com la poesia de Paul Verlaine, Charles Baudelaire i Stéphane Mallarmé, descarta les formes clàssiques de sonata i sinfonía en la recerca de més llibertat estructural. Debussy, a més recorre a una barreja d'elements innovadors i tradicionals. Per una part l'escala de tons sencers, o els acords de novena coloristics, però també les harmonitzacions a partir de quartes i quintes pròpies de la música medieval.
Altres compositors d'aquesta escola foren Paul Dukas, Gabriel Fauré, Albert Roussel, Alexis Roland-Manuel, André Caplet i Florent Schmitt. També va influir fortament a compositors d'Espanya com Isaac Albeniz, Manuel de Falla, Joaquín Rodrigo i Enric Granados.

## Modernisme (1910 - 1975)
Es dona el nom de modernisme a una sèrie de moviments basats en el concepte que, essent el segle XX una època de grans canvis socials i tecnològics, l'art ha d'adoptar i desenvolupar aquests principis com a fundament estétic. El modernisme pren l'esperit progressista de finals del segle xix, desentenent-se de les normes i formalismes de l'art i la tradició. D'aquesta manera la característica principal del modernisme és la pluralitat del seu llenguatge musical, que pot variar molt d'un moviment a l'altre.
Tècnicament, el modernisme musical té tres característiques principals que el distingeixen dels períodes anteriors:
- L'expansió o abandonament de la tonalitat.
- L'ús de tècniques intrumentals esteses.
- La incorporació de sons i sorolls fora d'aquells dels instruments tradicionals.

### Futurisme
El futurisme fou un dels moviments inicials de la vanguardia del segle xx. Aquest corrent es funda a Italia pel poeta italià Filippo Tommaso Marinetti, que redacta el Manifest Futurista, i el publica el 1909 al diari Le Figaro de París.
Aquest moviment buscava la ruptura amb les tradicions artístiques del passat i els signes convencionals de la història de l'art. Va intentar enaltir la vida contemporània mitjançant dos temes principals: la màquina i el moviment. El futurisme recorria a qualsevol mitjà d'expressió; arts plàstiques, arquitectura, poesia, publicitat, moda, cine i música; amb la finalistat de construir un nou perfil del món.
Els treballs futuristes en música comencen el 1910, mateix any en què se signa el Manifest dels Músics Futuristes. Els principals compositors futuristes foren els italians Francesco Balilla Pratella i Luigi Russolo. Aquests compositors es caracteritzen per composicions basades en sorolls que imiten els sons de les màquines i instruments de la vida moderna. Els intruments dissenyats per a generar aquests sorolls són els anomenats Intonarumori. Entre les seves obres més significatives destaca Els Llampecs de 1910.

### Crisi de la tonalitat i atonalisme
Els primers antecedents de la música europea sense un centre tonal es troben en Franz Liszt, amb la seva Bagatella sense tonalitat de 1885. Per aquell temps ja es parlava d'una "crisi de la tonalitat". Aquesta crisi es va generar a partir de l'ús cada cop més freqüent d'acord ambigus, inflexions harmòniques improvables i les inflexions melòdiques i rítmiques menys plausibles possibles dins la música tonal. La distinció entre l'excepcional i el normal es va fer cada cop més borrosa i, com a resultat, es produí un debilitament dels enllaços sintàctics a través dels quals els tons i les harmonies s'havien relacionat entre si. A principis del segle XX compositors com Claude Debussy, Aleksandr Skriabin, Béla Bartok, Paul Hindemith, Sergei Prokofiev, Carl Ruggles i Igor Stravinsky van escriure música que s'ha descrit, totalment o parcialment, com atonal.
La primera fase de l'atonalisme, coneguda com a "atonalitat lliure" o "cromatisme lliure", va implicar un intent conscient d'evitar l'harmonia diatònica tradicional. Les obres més importants d'aquest període són l'ópera Wozzeck (1917-1922) d'Alban Berg i Pierrot Lunaire (1912) d'Arnold Schonberg. En aquest primer període de Schoenberg les peçes sovint tenen com a element integrador una cèl·lula intervàl·lica bàsica. Altres compositors als Estats Units, com Charles Ives, Henry Cowell i George Antheil van produir música impactant per a l'audiència pel seu menyspreu per les convencions musicals. Combinaven música popular amb tècniques d'aglutinament i politonalitat, dissonàncies extremes i complexitat rítmica gairebé impossible d'interpretar.

### Primitivisme
El primitivisme fou un moviment de les arts que pretenía rescatar el folklore més arcaic de certes regions per a aplicar-lo a la música culta moderna. Similar al nacionalisme en el seu afany per rescatar el que és local, el primitivisme incorpora mètriques i accentuacions irregulars, un major ús de la percussió i altres timbres, escales modals i harmonia politonal i atonal. Dins la música d'aquest moviment els dos principals exponents són el rus Igor Stravinsky i l'Hongarès Bèla Bartok.
L'obra primitivista de Stravinsky s'inaugura amb tres ballets composts per a Diagilev: L'ocell de Foc, Petrushka i La Consagració de la Primavera. Aquí el compositor emprea la armonia politonal i els ritmes abruptes, en part inspirats en la música tradicional russa.

### Microtonalsime
El microtonalisme empra intervals més petits que un semitó per a les seves composicions. Experimentant amb el violí, el 1895 el mexicà Julián Carrillo és capaç de distingir 16 sons clarament diferents entre el sol i el la de la quarta corda. Amb aquest descobriment escriu sobre teoria i fisca de la música i inventa una notació numèrica per representar les escales musicals sobre la base de qualsevol divisió de l'octava, com terços, quarts, cinquens, i així successivament. Va inventar nous instruments musicals per a la seva música microintervàlica. Als anys 10 i 20, els quarts de to i altres divisions de l'octava van rebre l'interés de compostors com Charles Ives, Alois Haba, Ivan Wyschnegradsky o Ferruccio Busoni.

### Segona Escola Vienesa, dodecafonisme i serialisme
Una de les figures més significatives de la música del segle XX és Arnold Schoenberg. Els seus primers treballs pertanyen a l'estil tardorromàntic, influenciat per Richard Wagner i Gustav Mahler, però ben aviat va abandonar el sistema de composició tonal per començar a investigar amb l'atonalitat. Amb el temps desenvolupà la tècnica compositiva coneguda com a dodecafonisme, proposant-la el 1923 com a substituta de l'organització tonal tradicional.
Els seus alumnes Anton Webern i Alban Berg també van desenvolupar i aprofundir l'ús d'aquest sistema dodecafònic, i van adaptar-lo a les seves pròpies normes. Schoenberg, juntament amb els seus dos alumnes són coneguts com a la Segona Escola de Vienes. Aquest mom es crea per ressaltar que aquesta música havia de tenir el mateix efecte innovador que el de la Primera Escola Vienesa de Haydn, Mozart i Beethoven.
El dodecafonisme és una forma de música atonal en la qual les 12 notes de l'escala cromàtica son tractades com equivalents. D'aquesta manera, la música dodecafònica es nega a emprar una nota més que una altra: la melodia dodecafònica ha d'usar les 12 notes abans de poder repetir cap d'elles. El ritme i les dinàmiques amb què s'han de tocar aquestes notes, en canvi, es deixen a la llibertat del compositor.
El serialisme integral representa un pas més endavant del dodecafonisme: estableix un ordre no només per a la successió de les diferents altures, sinó també per a la successió de les duracions i les dinàmiques de les notes, així com l'articulació. Aquestes sèries es repeteixen durant tot el transcurs de la peça. Irònicament, després d'anys d'impopularitat, l'estil puntillista de Webern, en què els sons individuals són curosaments ubicats en l'obra de manera que cadascun tingui importància, es va convertir en norma a Europa durant els anys 50 i 60, i va influir a compositors com Olivier Messiaen, Pierre Boulez, Luciano Berio, Luigi Nono, Karlheinz Stockhausen i Ígor Stravinski.

### Neoclassicisme
El neoclassicisme en música es refereix al moviment del segle XX que va retornar a la pràctica comuna de la tradició quant a l'harmonia, melodia, forma, timbres i ritmes, però barrejada amb les grans dissonàncies atonals i ritmes sincopats de les avantguardes. Ígor Stravinski, Paul Hindemith, Serguei Prokófiev, Dmitri Xostakóvitx i Béla Bartók són compositors usualment englobats en aquest estil, però també Darius Milhaud i els seus contemporànis Francis Poulenc i Arthur Honneger.
El neoclassicisme neix al mateix temps que el retorn general a models racionals en les arts, en resposta a la primera guierra mundial. Obres més petits i sobries es concebien com a resposta a la saturació emocional que molts van sentir que havia empés a la gent a les trinxeres.
El neoclassicisme va trobar una audiència interessada als Estats Units. L'escola de Nadia Boulanger va promulgar idees basades en la comprensió de la música de Stravinsky. Entre els seus alumnes es troben neoclàssics com Elliott Carter, Aaron Copland, Roy Harris, Darius Milhaud, Astor Piazzolla i Virgil Thomson.
En el context de la Unió Soviètica, durant el mandat de Iosif Stalin, el neoclassicisme es va ubicar dins del realisme socialista, corrent estètic amb el propòsit d'expandir el coneixement dels problemes socials i les vivències dels homes mitjançant l'art. Per això, compositors com Prokófiev o Xostakóvitx es van veure obligats a compondre en aquest estil, incorporant elements nacionalistes i valors comunistes a la seva música.

### Música electrònica i concreta
Els avenços tècnics del segle xx van permetre als compositors usar mitjans electrònics per a produir sons. A França es desenvolupà la música concreta, escola que produïa música a partir de sons del món que no són necessàriament produïts per instruments musicals. Així, Edgar Varèse presentà Poème Électronique al pavelló Phillips de l'exposició de Brussel·les de 1958, i ben aviat la música concreta i electrònica genera gran interés entre compositors significatius com Olivier Messiaen, Pierre Boulez, Karlheinz Stockhausen, Iannis Xenakis o Arthur Honneger, que comencen a emprar mitjans electrònics en les seves obres.
Per la mateixa època, a Alemanya apareix el que es coneixia com a música electrònica, en què els sons són produïts exlusivament per circuits electrònics, i no agafats del món com en la música concreta. La primera obra d'importància serà El cant de l'adolescent de Karlheinz Stockhausen de 1956.
Altres compositors que han usat aquesta classe de recursos serien Milton Babitt, David Tudor o Luigi Russolo.

### Música aleatòria i avantguardisme radical
L'avantguardisme es refereix als moviments més radicals i controvertits, on el concepte de música arriba als seus límits, utilitzant elements com el soroll, l'humor, l'atzar, la improvisació, el teatre, el ridícul i la sorpresa. Dins d'aquests gèneres trobem la música aleatòria, l'electrònica en viu, el teatre musical, la composició de processos, la música ritual, el happening musical, la música intuïtiva i molts altres.
La música aleatòria és una tècnica compositiva basada en la utilització d'elements no regulats per pautes establertes, en la qual adquireix un paper preponderant la improvisació a partir de seqüències no estructurades. Aquests trets improvisadors poden fixar-se en la creació de l'autor o durant el desenvolupament de la interpretació. Els corrents aleatoris van tenir algunes de les seves representacions més significatives en les creacions del nord-americà John Cage, com Music of Changes o 4'33'' (famosa per consistir en la indicació de NO tocar durant 4 minuts i 33 segons). Cage és notable pel seu ús de l'I Ching, un antic text xinés clàssic sobre els esdeveniments canviants i endevinació, que Cage converteix en una eina compositiva. És conegut també per ser pioner en l'ús de pianos preparats en les seves obres, com Sonates i Interludis.Altres compositors de música aleatòria foren Karlheinz Stockhausen, Bruno Maderna, Franco Donatoni, Witold Lutoslawski, Iannis Xenakis, György Ligeti, Luis de Pablo, Alberto Ginastera, Mauricio Kagel, Edgar Varèse i Pierre Boulez.

### Micropolifonia i masses sonores
En paraules de David Cope la micropolifonia consisteix en "una simultaneïtat de diferents línies, ritmes i timbres". La tècnica fou desenvolupada per György Ligeti, que la va explicar així: "La complexa polifonia de les veus individuals està emmarcada en el flux harmònico-musical, en què les harmonies no canvien bruscament, sinó que es van convertint en altres; una combinació intervàl·lica es va fent gradualment borrosa, i d'aquesta nuvolositat és possible sentir que una nova combinació està prenent forma". El primer exemple de micropolifonia a l'obra de Ligeti és al segon moviment de l'obra Apparitions.
La tècnica de la micropolifonia és més fàcil d'aplicar a grans agrupacions o instruments polifònics com el piano, encara que altres hi ha peces micropolifòniques de diferents característiques, com el Poeme Symphonique per 100 metrònoms.
Molt relacionada amb la micropolifonia es troba la massa de so o massa sonora, textura musical que minimitza la importància de les altures tonals individuals per preferir el timbre i la dinàmica com principals formadors del gest i l'impacte. Aquesta tècnica fou desenvolupada a partir dels clústers del modernisme musical. compositors importants que empraren aquesta tècnica son Iannis Xenakis o Krysztof Penderecki.

### Minimalisme
Diversos compositors de la dècada dels 60 van començar a explorar el que ara s'anomena minimalisme. La definició més específica de minimalisme es refereix a la tècnica compositiva on els fragments musicals se superposen per capes uns sobre els altres, sovint repetint-se, per produir la totalitat de la trama sonora. Els primers exemples inclouen In C de Terry Riley i Drumming de Steve Reich. La primera d'aquestes obres fa que Riley sigui considerat per a molts el pare del minimalisme. L'onada de compositors minimalistes (Terry Riley, Philip Glass, Steve Reich, La Monte Young, John Adams i Michael Nyman, entre els més importants) desitjaven fer la música accessible als oients comuns, expressant qüestions específiques i concretes de forma dramàtica i musical, sense ocultar-les sota la tècnica, sinó més aviat fent-les explícites.
Una diferència clau entre el minimalisme i la música anterior és l'ús de diferents passatges a "fora de fase", a gust dels intèrprets.
La música minimalista resulta controvertida per als oients tradicionals. Els seus crítics la troben massa repetitiva i buida, mentre que els defensors argumenten que els elements fixos produeixen un major interès en els petits canvis. En qualsevol cas, el minimalisme ha inspirat a molts compositors, fins i tot fora de la seva òrbita, com Stockhausen o Ligeti. Compsitors com Arvo Pärt, John Taverner i Henryk Górecki van trobar gran èxit comercial amb el que s'ha anomenat "minimalisme feliç".

### Influències del Jazz
Des de principis del segle XX la música afroamericana i el Jazz va influir notablement a compostors dins i fora dels Estats Units. Dins el país, destaquen Charles Ives i, sobretot, George Gershwin. Tanmateix, compositors afroamericans més vinculats als Jazz també van incursionar en obres que es troben en un límit poc clar entre les dues músiques. Compostiors tals com Will Marion Cook, Scott Joplin i Duke Elington van tenir una influència indiscutida en la música culta dels Estats Units. Algunes obres de principis de segle que combinen elements del jazz amb estils clàssics serien Rhapsody in Blue de Gershwin, Children's Corner de Debussy o el Ragtime per 11 instruments de Stravinsky, entre moltes altres.
A la segona meitat del segle XX sorgeix un moviment anomenat Third Stream, literalment, tercera corrent, aplicat a un estil de música que en els anys 50 i 60 va proposar una via de desenvolupament que integrava tècniques tant del Jazz com de la música clàssica. El terme fou encunyat pel compositor i solista de trompa Gunther Schuller que a finals dels 50 l'emprà per descriure la música que desenvolupaven certs artístes en intentar establir un pont entre els dos mons. El trombonista i cellista David Baker, el pianista Ran Blake o el saxofonista Bob Graettinger foren alguns dels músics més implicats en la recerca d'una veritable Third Stream, encara que l'estil es relaciona amb un important nombre de músics de pes de la història del jazz, com el Modern Jazz Quartet, Bill Evans, Don Ellis, Bill Russo o George Russel. També trobem fusions molt més evidents com els arranjaments en jazz de Jacques Loussier sobre la música de Bach.

## Música contemporània (1975-actualitat)

### Naixement del postmodernisme
El postmodernisme pot ser considerat una resposta al modernisme que defensa els productes de l'activitat humana — particularment els manufacturats o artificials — com el subjecte central de l'art mateix, i la idea que el propòsit de l'art és focalitzar l'atenció del públic sobre objectes per a la seva contemplació.
Aquesta teoria del modernisme torna a l'escola dadaista exemplificada per Duchamp, i al collage de la música concreta, així com als experiments de la música electrònica d'Edgar Varèse i altres. Això no obstant, el postmodernisme defensa que aquest fou el mode primigeni d'existència humana: una capbussada individual al mar de la producció humana.
John Cage és una figura prominent de la música del segle xx. La seva influència va anar creixent al llarg de la seva vida i avui és recordat per molts com el fundador de la música postmoderna. Cage va qüestionar la mateixa definició de música a les seves obres, i va insistir en la filosofia que tots els sons són essencialment música.
Tanmateix, Cage ha sigut considerat per alguns com a massa avantguardista en el seu enfocament; per aquesta raó, troben la seva música antipàtica. Resulta interessant analitzar com l'indeterminisme de Cage i la superestructuració dels serialistes han produït peçes de sonoritat similar, fons i tot serialistes com Boulez i Stockhausen han emprat procediments aleatoris.
Així, el postmodernisme renega tant del serialisme com del minimalisme. Agafa el que és popular i ho redueix a la seva guia estètica. En aquest sentit, els precursors del postmodernisme seran els minimalistes.